# Galileïsche invariantie
Galileïsche invariantie of Galileïsche relativiteit stelt dat de bewegingswetten in alle inertiaalstelsels hetzelfde zijn. Galileo Galilei beschreef dit principe voor het eerst in 1632 in zijn Dialogo sopra i due massimi sistemi del mondo met behulp van het voorbeeld van een schip dat niet aan scheepsbeweging onderhevig is, dus op een gladde zee en met constante snelheid vaart. Een waarnemer onder het dek kan dan niet zeggen of het schip in beweging is of stilligt.

## Definitie
Galileïsche invariantie verwijst tegenwoordig meestal naar het principe van de klassieke mechanica, dat wil zeggen dat de wetten van Newton in alle inertiaalstelsels gelden die door een coördinatentransformatie in elkaar overgaan. 
Onder de axioma's uit de theorie van Newton zijn:
1. Er bestaat een absolute ruimte, waarin de wetten van Newton waar zijn. Een inertiaalstelsel is een referentiestelsel met een relatieve uniforme beweging ten opzichte van de absolute ruimte.
2. Alle inertiaalstelsels delen een universele tijd.

De Galileïsche relativiteit kan als volgt worden weergegeven. Beschouw twee inertiaalstelsels S en S'. Een fysieke gebeurtenis in S heeft positiecoördinaten r = ( x, y, z ) en tijd t in S, en r ' = ( x', y ', z' ) en tijd t ' in S' . Door het tweede axioma hierboven kan men de klok in de twee inertiaalstelsels synchroniseren en aannemen dat t = t '. Stel dat S ' in relatieve uniforme beweging is ten opzichte van S met snelheid v. Beschouw een puntobject waarvan de positie wordt gegeven door functies r ' ( t ) in S' en r ( t ) in S. We zien dat
{\displaystyle r'(t)=r(t)-vt}
De snelheid van het deeltje wordt gegeven door de tijdsafgeleide van de positie:
{\displaystyle u'(t)={\frac {d}{dt}}r'(t)={\frac {d}{dt}}r(t)-v=u(t)-v}
Nog eens afleiden geeft de versnelling in de twee inertiaalstelsels:
{\displaystyle a'(t)={\frac {d}{dt}}u'(t)={\frac {d}{dt}}u(t)-0=a(t)}
Het is dit eenvoudige, maar cruciale resultaat dat Galileïsche relativiteit impliceert. Ervan uitgaande dat massa invariant is in alle inertiaalstelsels, toont de bovenstaande vergelijking dat Newton's mechanische wetten, indien geldig in één inertiaalstelsel, voor alle inertiaalstelsels moeten gelden. Maar er wordt aangenomen dat het in absolute ruimte blijft, daarom geldt de relativiteitstheorie van Galilei.

### Newtons theorie versus speciale relativiteitstheorie
Een vergelijking kan worden gemaakt tussen Newtoniaanse relativiteitstheorie en speciale relativiteitstheorie.
Enkele veronderstellingen en eigenschappen van de theorie van Newton zijn:
1. Het bestaan van oneindig veel inertiaalstelsels. Elk inertiaalstelsel is van oneindige grootte (het hele universum kan worden bedekt door veel lineair equivalente frames). Elke twee inertiaalstelsels kunnen relatief uniform bewegen. (De relativistische aard van mechanica hierboven afgeleid toont aan dat de absolute ruimtevorming niet nodig is.)
2. De inertiaalstelsels kunnen in alle mogelijke relatieve vormen van uniforme beweging bewegen.
3. Er is een universele of absolute notie van tijd.
4. Twee inertiaalstelsels zijn gerelateerd door een coördinatentransformatie.
5. In alle inertiaalstelsels gelden de wetten en zwaartekracht van Newton.

Ter vergelijking zijn de overeenkomstige uitspraken over speciale relativiteitstheorie als volgt:
1. Het bestaan van oneindig veel niet-inertiaalstelsels, die elk verwijzen naar (en fysiek worden bepaald door) een unieke set ruimtetijdcoördinaten. Elk inertiaalstelsel kan van oneindige grootte zijn, maar de definitie ervan wordt altijd lokaal bepaald door contextuele fysieke omstandigheden. Elke twee inertiaalstelsel kunnen in relatieve niet-uniforme beweging zijn (zolang aangenomen wordt dat deze voorwaarde van relatieve beweging een relativistisch dynamisch effect impliceert - en later een mechanisch effect in algemene relativiteitstheorie - tussen beide frames).
2. In plaats van vrijelijk alle omstandigheden van relatieve uniforme beweging tussen referentiekaders toe te staan, wordt de relatieve snelheid tussen twee inertiaalstelsel boven begrensd door de snelheid van het licht.
3. In plaats van universele tijd bezit elk inertiaal stelsel zijn eigen notie van tijd.
4. De Galileïsche transformaties worden vervangen door Lorentztransformaties.
5. In alle traagheidsframes zijn alle natuurwetten hetzelfde.

Merk op dat beide theorieën uitgaan van het bestaan van inertiaalstelsels. In de praktijk verschilt de grootte van de inertiaalstelsels waarin ze geldig blijven sterk, afhankelijk van de zwaartekracht.
In de juiste context strekt een lokaal Newtoniaans inertiaalstelsel, waarbij de theorie van Newton een goed model blijft, zich uit tot ongeveer 107 lichtjaren.
In de speciale relativiteitstheorie beschouwt men Einsteins hutten, hutten die vrij in een zwaartekrachtsveld vallen. Volgens het gedachte-experiment van Einstein ervaart een man in een dergelijke cabine (tot een goede benadering) geen zwaartekracht en daarom is de cabine een geschat inertiaalstelsel. Men moet echter aannemen dat de grootte van de cabine voldoende klein is zodat het zwaartekrachtsveld ongeveer evenwijdig is in het interieur. Dit kan de grootte van dergelijke inertiaalstelsel bij benadering aanzienlijk verminderen, in vergelijking met Newtoniaanse inertiaalstelsels. Een kunstmatige satelliet die rond de aarde draait, kan bijvoorbeeld worden gezien als een cabine. Redelijk gevoelige instrumenten zouden in een dergelijke situatie echter "microzwaartekracht" detecteren omdat de "krachtlijnen" van het zwaartekrachtveld van de aarde samenkomen.
Over het algemeen dicteert de convergentie van zwaartekrachtvelden in het universum de schaal waarop men dergelijke (lokale) inertiaalstelsels zou kunnen overwegen. Een ruimteschip dat in een zwart gat of een neutronenster valt, zou bijvoorbeeld (op een bepaalde afstand) zo sterk worden onderworpen aan krachten dat het in de breedte wordt verpletterd en in lengte uit elkaar wordt gescheurd. Ter vergelijking, echter, dergelijke krachten kunnen alleen ongemakkelijk zijn voor de astronauten binnenin (hun gewrichten samendrukken, waardoor het moeilijk wordt om hun ledematen in elke richting loodrecht op het zwaartekrachtsveld van de ster te verlengen). Door de schaal verder te verkleinen, hebben de krachten op die afstand misschien bijna geen effect op een muis. Dit illustreert het idee dat alle vrij vallende inertiaalstelsels lokaal inert (versnelling en zwaartekrachtvrij) zijn, als de schaal correct wordt gekozen.

### Elektromagnetisme
De wetten van Maxwell betreffende elektromagnetisme bezitten een andere symmetrie, Lorentzinvariantie, waarbij lengtes en tijden worden beïnvloed door een verandering in snelheid, die vervolgens wiskundig wordt beschreven door een Lorentztransformatie.
Het centrale inzicht van Albert Einstein bij het formuleren van speciale relativiteitstheorie was dat, voor volledige consistentie met elektromagnetisme, de mechanica ook zodanig moet worden herzien dat de invariantie van Lorentz de invariantie van Galilea vervangt. Bij de lage relatieve snelheden die kenmerkend zijn voor het dagelijks leven, zijn Lorentzinvariantie en Galileïsche invariantie bijna hetzelfde, maar voor relatieve snelheden die dicht bij die van licht liggen, zijn ze heel verschillend.

## Arbeid, kinetische energie en impuls
Omdat de afgelegde afstand tijdens het uitoefenen van een kracht op een object afhangt van het referentie-inertiaalstelsel, zo doet het arbeid ook. Vanwege de wet van Newton van wederzijdse acties is er een reactiekracht; het werkt afhankelijk van het inertiële referentiekader op een tegenovergestelde manier. Het totale uitgevoerde werk is onafhankelijk van het inertiële referentiekader.
Overeenkomstig hangt de kinetische energie van een object, en zelfs de verandering in deze energie als gevolg van een verandering in snelheid, af van het inertiële referentiekader. De totale kinetische energie van een geïsoleerd systeem hangt ook af van het referentiestelsel: het is de som van de totale kinetische energie in een stelsel van momentum en de kinetische energie die de totale massa zou hebben als deze in het centrum van de massa zou worden geconcentreerd. Vanwege het behoud van impuls verandert dit laatste niet met de tijd, dus veranderingen in de tijd van de totale kinetische energie hangen niet af van het inertiële referentiekader.
Terwijl het momentum van een object daarentegen ook afhangt van het traagheidsraamwerk, is zijn verandering als gevolg van een verandering in snelheid dat niet.